# Kattuggleträsket
Kattuggleträsket är en sjö i Malå kommun i Lappland och ingår i Umeälvens huvudavrinningsområde. Sjön har en area på 0,0539 kvadratkilometer och ligger 277,2 meter över havet.

## Delavrinningsområde
Kattuggleträsket ingår i det delavrinningsområde (721001-164431) som SMHI kallar för Mynnar i Lidträsket. Medelhöjden är 285 meter över havet och ytan är 10,77 kvadratkilometer. Det finns inga avrinningsområden uppströms utan avrinningsområdet är högsta punkten. Rökån som avvattnar avrinningsområdet har biflödesordning 5, vilket innebär att vattnet flödar genom totalt 5 vattendrag innan det når havet efter 215 kilometer. Avrinningsområdet består mestadels av skog (55 procent) och sankmarker (32 procent). Avrinningsområdet har 0,85 kvadratkilometer vattenytor vilket ger det en sjöprocent på 7,9 procent.